# Parco fluviale urbano del Rio Grande
Il parco fluviale urbano del Rio Grande è un parco urbano che si sviluppa ai piedi del versante nord-occidentale della collina di Amelia, seguendo il corso del bacino del Rio Grande. Tra i suoi punti più suggestivi, la diga di Ponte Grande, che dà luogo allo sbarramento del Rio Grande noto come "Lago Vecchio".

## Storia
Il bacino del Rio Grande, conosciuto anche con il nome di Lago Vecchio, è un bacino artificiale, formato attraverso lo sbarramento di epoca medievale del torrente con la diga di Ponte Grande, utilizzata in passato per alimentare i mulini a valle. Non svolgendo più la funzione di accumulo delle acque, viene oggi utilizzato per scopi turistici e per passeggiate lungo la sua sponda. Purtroppo, ad oggi, quella che poteva essere una grande risorsa per la città, si trova in un generale stato di degrado ed abbandono, dovuto alla scarsa manutenzione dell'ambiente acquatico, che ha causato il progressivo impaludimento del bacino, che mostra il suo fondale fangoso in molti punti per gran parte dell'anno.
Alcuni interventi sono stati fatti per la rivalutazione dell'area, come la realizzazione di un percorso pedonale munito di attrezzature sportive lungo tutta la sponda destra del lago e le attività di gestione svolte da alcune associazioni locali.
Il 20 novembre 2009 è stato firmato un patto con la provincia di Terni e la regione dell'Umbria per la rivalutazione dell'area e «per restituire in tempi brevi alla comunità amerina un bene importante sia dal punto di vista ambientale e paesaggistico, sia da quello sociale e culturale per i valori e gli aspetti simbolici che il Rio Grande incarna per tutto il territorio e che da molti anni vengono difesi anche dalle associazioni locali tra cui "Gli Amici del Rio Grande".» .

## Servizi
Il parco è costellato da numerosi sentieri, di bassa difficoltà.
Seguendo il sentiero che costeggia l'alta fila di pioppi lungo le acque del torrente, ci si imbatte in un progetto di recupero di frutta antica e locale, un vero percorso didattico attraverso le varietà di frutta locale.